# Fylkesvei 500 (Rogaland)

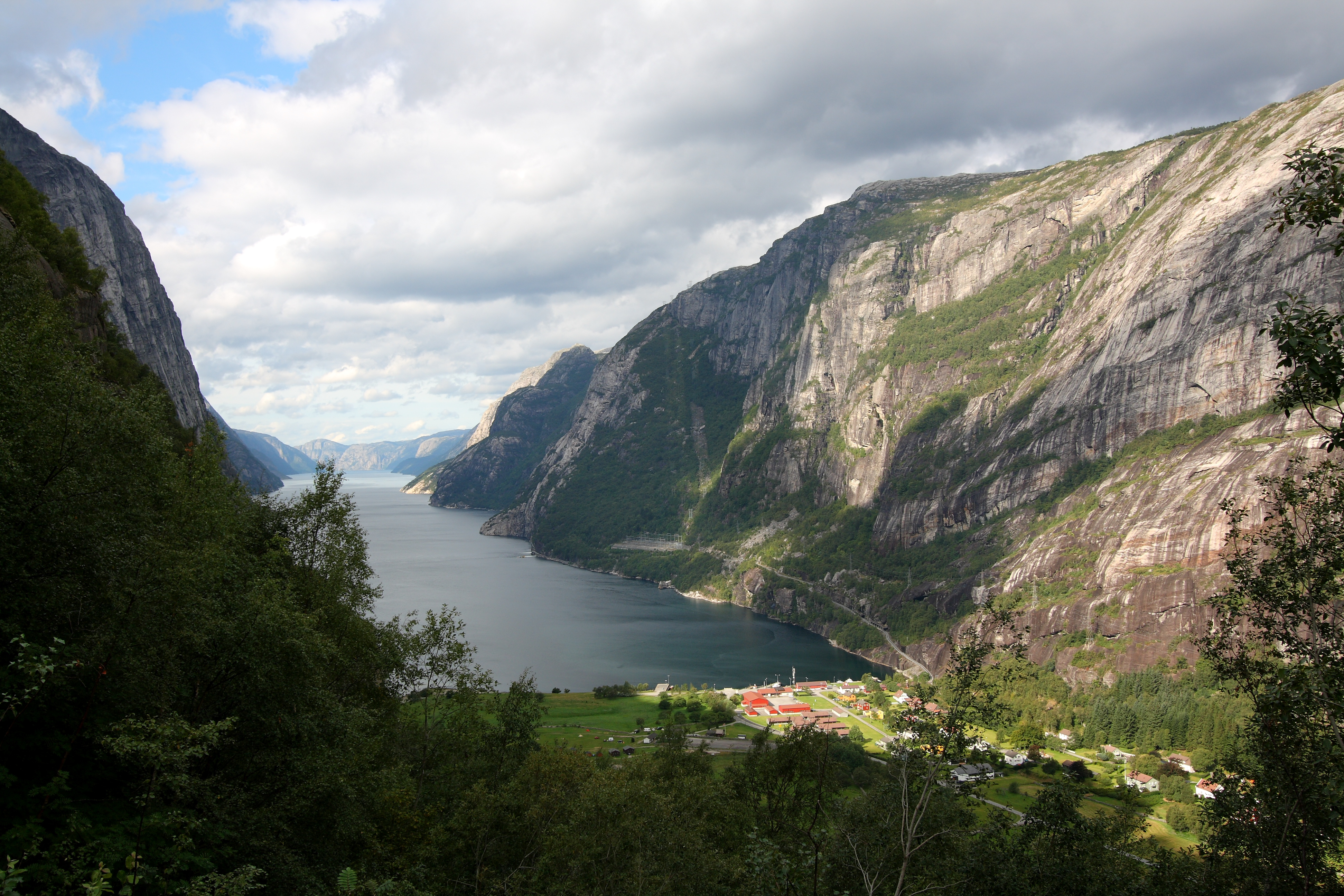
Lysefjorden

De Fylkesvei 500 (Provinciale weg 500) of Lysebotnveien is een weg in de provincie Rogaland in het zuidwesten van Noorwegen.
De weg, of beter gezegd, de route van Fylkesvei 500, loopt van Lauvvik in de gemeente Sandnes via een veerboot over de Lysefjord naar het dorpje Lysebotn. Vanaf daar loopt de weg met 27 haarspeldbochten omhoog tot aan de provinciegrens met Agder. In Agder loopt de route door als Fylkesveg 986 naar Suleskar in de gemeente Sirdal, waarna de route doorloopt als Riksvei 45 tot de aansluiting met Riksvei 9 bij Nomeland.
De veerboot van Lauvvik naar Lysebotn heeft maar een zeer beperkte auto-capaciteit. Het is meer een toeristische route dan een doorgaande verbinding.